# Брижава

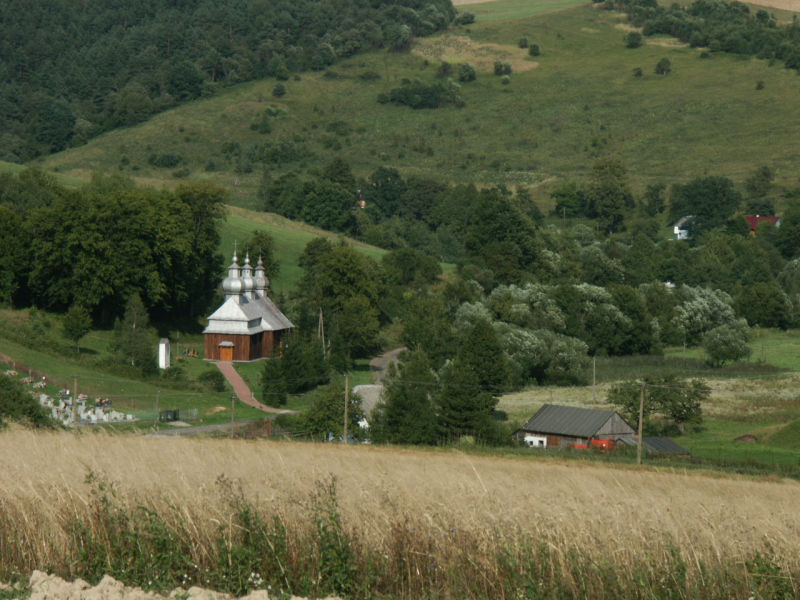
Вид на церкву святого Михаїла Архангела в Брижаві

Брижава або Бережава (пол. Brzeżawa) — село в Польщі, у гміні Бірча Перемишльського повіту Підкарпатського воєводства.
Населення — 292 особи (2011).

## Географія
Село розташоване на відстані 10 кілометрів на захід від центру гміни села Бірчі, 32 кілометри на захід від центру повіту міста Перемишля і 47 кілометрів на південний схід від столиці воєводства — міста Ряшіва.

## Історія
В XI-XIII століттях на цих землях існувало Перемишльське руське князівство зі столицею в Перемишлі, яке входило до складу Галицького князівства, а пізніше Галицько-Волинського князівства.
Після захоплення цих земель Польщею село в 1340–1772 роках входило до складу Сяноцької землі Руського воєводства Королівства Польського.
Село було засновано на початку 15 століття. Перші письмові згадки про село Брижава відносяться до 1464 року, коли Брижава належала до бірчанського маєтку, маючи назву Воля Твердого (пол. Twardego Wolya).
Перепис 1510 року показував, що сплачувалися податки з: 10 земельних ділянок (ланів), млина, корчми, священика й 200 овець.
25 січня 1648 року Станіслав Гумніцкий (пол. Stanisław Humnicki), сяноцький військовий, продав за 300 злотих священикамам-братам Ігнатові і Івану Манявским (пол. Ihnatowi i Iwanowi Maniawskim), священичу посаду в селі Брижава.
В 19 столітті село було власністю Людвига Добриньського (пол. Ludwika Dobrzyńskiego) й Казимира Газдовича (пол. Kazimierza Gazdowicza). Входило до Добромильського повіту.
Після розпаду Австро-Угорщини і утворення Другої Речі Посполитої це українське село Надсяння, як й інші етнічні українські території (Лемківщина, Підляшшя, Сокальщина, Равщина і Холмщина), опинилося по польському боці розмежування лінії Керзона, у так званому Закерзонні, що було закріплено в Ризькому мирному договорі 1921 року. Входило до Добромильського повіту Львівського воєводства.
В 1938 році з 1391 мешканців села 1212 осіб були українцями греко-католицького віросповідання. Навіть якщо припустити, що серед римо-католиків та п'ятидесятників їх не було, все одно частка українців становила понад 87%.
На 01.01.1939 село налічувало 1590 осіб, серед яких 1400 українців-грекокатоликів, 150 українців-латинників, 10 поляків, 30 євреїв. Дерев’яна церква св. Михаїла збудована в 1843 р., парафія належала до Бірчанського деканату Перемишльської єпархії греко-католицької церкви.
1 квітня 1939 р. села Брижава і Липа передані з ґміни Бірча до ґміни Жогатин.
Після нападу 1 вересня 1939 року Третього Рейху на Польщу та вторгнення СРСР до Польщі 17 вересня 1939 року Брижава, що знаходиться на правому, східному березі Сяну, разом з іншими навколишніми селами відійшла до СРСР і ввійшла до складу Бірчанського району (районний центр — Бірча) утвореної 27 листопада 1939 року Дрогобицької області УРСР (обласний центр — місто Дрогобич).
З початком німецько-радянської війни село вже в перший тиждень було зайняте військами вермахту.
В кінці липня 1944 року село було зайняте Червоною Армією.
13 серпня розпочато мобілізацію українського населення Дрогобицької області до Червоної Армії (облвоєнком — підполковник Карличев).
В березні 1945 року Брижава, як і весь Бірчанський район з районним центром Бірча, Ліськівський район з районним центром Лісько та західна частина Перемишльського району включно з містом Перемишль зі складу Дрогобицької області передано Польщі.
Москва підписала й 16 серпня 1945 року опублікувала офіційно договір з Польщею про встановлення по лінії Керзона українсько-польського кордону та, незважаючи на бажання українців залишитись на рідній землі, про передбачене «добровільне» виселення приблизно одного мільйона українців з «Закерзоння», тобто Підляшшя, Холмщини, Надсяння і Лемківщини.,
Розпочалося виселення українців з рідної землі. Проводячи депортацію, уряд Польщі, як і уряд СРСР, керувалися Угодою між цими державами, підписаною в Любліні 9 вересня 1944 року, але, незважаючи на текст угоди, у якому наголошувалось, що «Евакуації підлягають лише ті з перелічених (…) осіб, які виявили своє бажання евакуюватися і щодо прийняття яких є згода Уряду Української РСР і Польського Комітету Національного Визволення. Евакуація є добровільною і тому примус не може бути застосований ні прямо, ні посередньо. Бажання евакуйованих може бути висловлено як усно, так і подано на письмі.», виселення було примусовим і з застосуванням військових підрозділів.
Українське населення села, якому вдалося уникнути депортації до СРСР, попало в 1947 році під етнічну чистка під час проведення Операції «Вісла» і було виселено на ті території у західній та північній частині польської держави, що до 1945 належали Німеччині.
У 1975-1998 роках село належало до Перемишльського воєводства.

## Населення
Демографічна структура станом на 31 березня 2011 року:
|          | Загалом | Допрацездатний вік | Працездатний вік | Постпрацездатний вік |
| -------- | ------- | ------------------ | ---------------- | -------------------- |
| Чоловіки | 153     | 30                 | 114              | 9                    |
| Жінки    | 139     | 28                 | 87               | 24                   |
| Разом    | 292     | 58                 | 201              | 33                   |

- 1785 — 375 греко-католиків, 44 римо-католики i 10 юдеїв
- 1840 — 513 греко-католиків (нема інформації про вірних інших конфесій)
- 1859 — 694 греко-католики
- 1879 — 867 греко-католиків
- 1899 — 1084 греко-католики
- 1926 — 1190 греко-католиків
- 1929 — 1265 мешканців
- 1938 — 1212 греко-католиків, 97 римо-католиків, 21 юдей, 61 п'ятидесятник

## Релігія
На теренах села душпастирську діяльність здійснюють Римо-Католицька Церква та Церква П'ятидесятників — протестантська спільнота євангелістського спрямування.

## Пам'ятники архітектури
- Греко-католицька церква Святого Михаїла Архангела — збудована в 1843 р., тепер римсько-католицький костел Святого Михаїла Архангела. Стіни усередині орнаментовані поліфонічно-орнаментальним поліхромним стінним живописом з кінця XIX століття.

## Визначні особистості, пов'язані з селом
- Людвіга Добринська-Рибіцька (пол. Ludwika Dobrzyńska-Rybicka) — професор Познаньського університету імені Адама Міцкевича
- Юліян (Ґбур) — єпископ Стрийської єпархії УГКЦ
- Михайло Гидзік (пол. Michał Hydzik) — колишній головний пресвітер Церкви П'ятидесятників в Польщі
- Омелян Мазурик (пол. Omelian Mazuryk) — художник
- Микола Мазурик (пол. Mykoła Mazuryk) — різьбяр